# Fury (2014)
Fury (bra: Corações de Ferro; prt: Fúria) é um filme norte-americano de 2014, escrito e dirigido por David Ayer. A trama se passa em abril de 1945 e acompanha a tripulação dos EUA de um M4 Sherman chamado "Fury", diante do exército alemão.

## Enredo
Em Abril de 1945, a invasão da Alemanha pelos Aliados Ocidentais encontra forte resistência. Don "Wardaddy" Collier (Brad Pitt), sargento experiente da Segunda Divisão Blindada dos Estados Unidos, comanda um M4 Sherman apelidado de Fury, cuja tripulação é composta pelo artilheiro Boyd "Bíblia" Swan (Shia LaBeouf), o carregador Grady "Demolidor" Travis (Jon Bernthal), o motorista Trini "Gordo" Garcia (Michael Peña) e o artilheiro assistente "Red" estão juntos desde a campanha no Norte da África. Depois que Red é morto em uma batalha de tanques, ele é substituído pelo soldado de primeira classe Norman "Máquina" Ellison (Logan Lerman), um jovem escriturário do V Corps.
À medida que Fury se aprofunda na Alemanha, a tripulação desenvolve um desdém pela inexperiência de combate de Norman e aversão à violência. Enquanto se movia em um comboio, ele avista, mas não atira, contra um grupo de crianças soldados escondidos da Juventude Hitlerista, que prontamente emboscaram a coluna de tanques, matando o líder do pelotão e a tripulação líder do tanque com um panzerfaust. Mais tarde, Norman hesita sob o fogo de armas antitanque. Após uma batalha, Don ordena que Norman execute um soldado alemão capturado. Quando ele se recusa, Don coloca seu revólver na mão de Norman e o força a puxar o gatilho, matando o soldado e traumatizando Norman.
Depois que o pelotão captura uma pequena cidade, Don leva Norman para ajudar na busca e limpeza de um apartamento, onde descobrem duas mulheres alemãs escondidas, Irma (Anamaria Marinca) e sua prima mais nova Emma (Alicia von Rittberg). Depois que Don lhes dá alguns suprimentos, as mulheres começam a preparar uma refeição e dão a Don água quente para fazer a barba. À medida que começam a se relacionar, Norman e Emma vão para o quarto e fazem sexo, a pedido do sargento. Mais tarde, quando os quatro se sentam para comer juntos, o resto da tripulação da Fury invadem o ambiente, assediando as mulheres e intimidando Norman. O ressentimento da tripulação em relação a Norman leva a um tenso impasse com Don antes de todos serem chamados para uma missão urgente. Ao partirem, a artilharia alemã ataca a cidade, matando as duas mulheres durante o ataque, causando um colapso mental em Norman.
As tripulações dos tanques que ocupam a cidade recebem ordens para manter uma encruzilhada vital para proteger as vulneráveis linhas de retaguarda da divisão. No caminho, um Tiger I alemão embosca e destrói todo o pelotão antes de ser derrotado pela Fury. Incapaz de notificar seus superiores porque o rádio foi danificado, Don decide que ele e sua tripulação devem continuar a missão sozinhos. Ao chegarem na encruzilhada, Fury é imobilizado por uma mina terrestre. Enquanto o tanque está sendo consertado, Don envia Norman para explorar uma colina próxima, onde o mesmo avista um batalhão da Waffen-SS marchando em direção à posição da Fury. Ele retorna para informar a tripulação e eles fazem planos para recuar, mas acabam ficando para ajudar Don a manter a encruzilhada depois que se recusa a sair.
Os homens disfarçam a Fury para fazê-lo parecer destruído e então se escondem lá dentro. Enquanto eles esperam para tomar sua posição final, Norman é apelidado de "Máquina" enquanto os membros da tripulação finalmente expressam sua aceitação dele. Eles então emboscaram os alemães, causando pesadas baixas. À medida que uma batalha violenta e prolongada se inicia, Grady é morto por um tiro panzerfaust que penetra pelo tanque; Gordo leva um tiro e ao soltar uma granada, sacrifica-se jogando seu corpo por cima da granada durante a explosão; e Bíblia leva um tiro na cabeça por tiros. Por fim, Don é baleado várias vezes por um atirador e recua para o tanque. Sem munição e cercado, Don diz a Norman para escapar pela escotilha abaixo enquanto os alemães jogam granadas no tanque. Norman escapa pouco antes de eles explodirem e Don é morto. Enquanto tenta se esconder debaixo do tanque, Norman é avistado por um jovem soldado da Waffen-SS, que não alerta o batalhão e segue em frente.
Acordando na manhã seguinte, Norman rasteja de volta para o tanque e lamenta o cadáver de Don antes de cobri-lo com sua jaqueta e pegar seu revólver. Posteriormente, Norman é resgatado por um grupo de soldados americanos e considerado um herói. Enquanto ele é levado em uma ambulância, ele olha para o que sobrou da Fury enquanto as tropas americanas continuam seu avanço. A imagem aérea final mostram o tanque cercado por centenas de soldados mortos da Waffen-SS.

## Elenco
- Brad Pitt como Don "Wardaddy" Collier
- Logan Lerman como Norman "Máquina" Ellison
- Shia LaBeouf como Boyd "Bíblia" Swan
- Michael Peña como Trini "Gordo" Garcia
- Jon Bernthal como Grady "Demolidor" Travis
- Jason Isaacs como cap. Waggoner
- Scott Eastwood como Miles
- Xavier Samuel como Parker
- Brad William Henke como sgt. Davis
- Anamaria Marinca como Irma
- Alicia von Rittberg como Emma
- Kevin Vance como sgt. Peterson
- Branko Tomović como prisioneiro alemão
- Iain Garrett como sgt. Foster
- Eugenia Kuzmina como Hilda Meier
- Stella Stocker como Edith
- Miles J.D. Vedder como oficial
- Marlon Blue como soldado
- Jack Cooper Stimpson como assistente
- Chris Wilson como Chaplain
- Lawrence Spellman como Sargento Dillards

## Produção

### Elenco

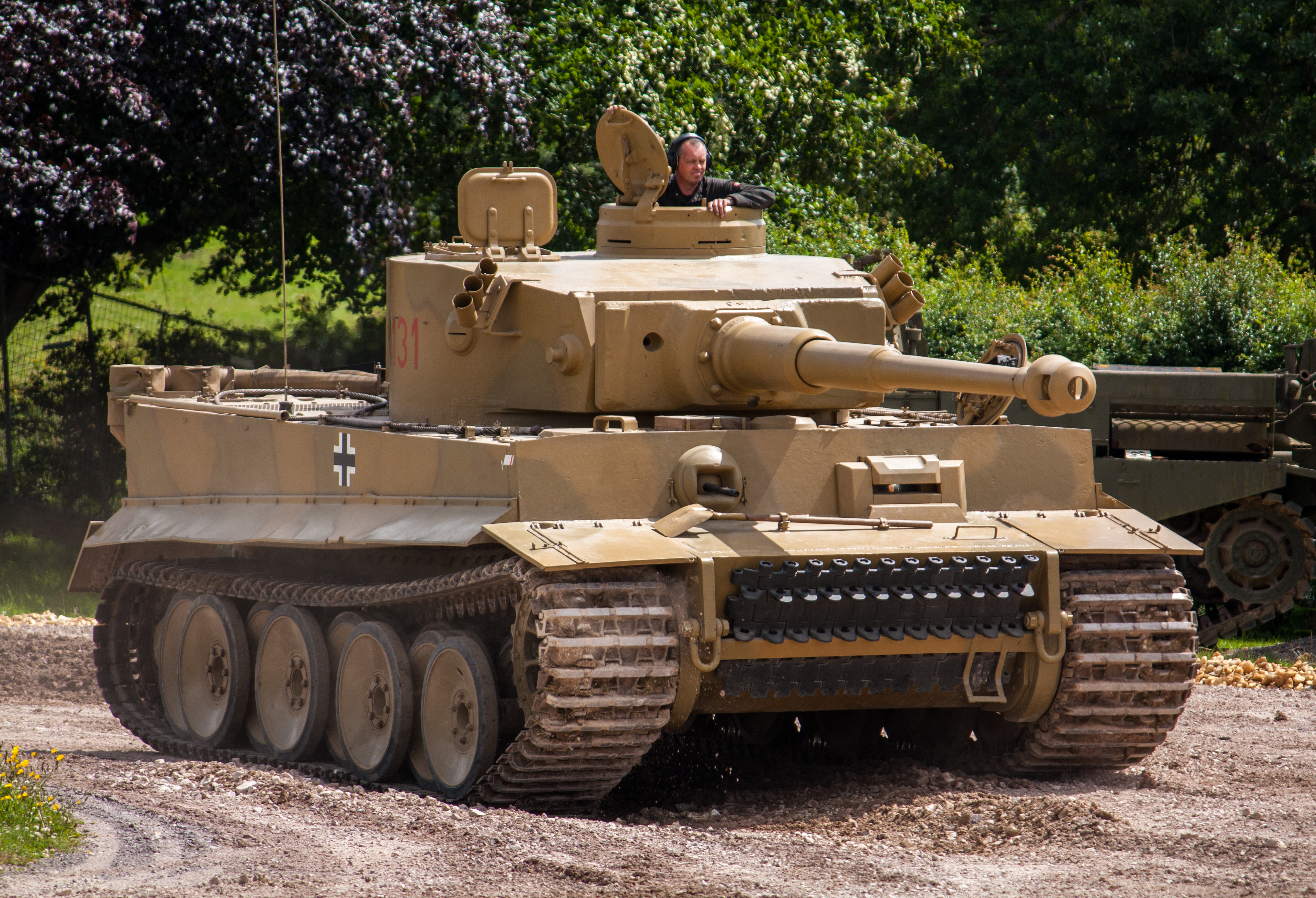
O Tiger 131 - o único tanque Tiger I em operação no mundo - foi emprestado pelo The Tank Museum para o filme. É a primeira vez que um tanque Tiger I genuíno foi usado em um filme de guerra contemporâneo desde 1950; 131 foi restaurado à condição de funcionamento entre 1990 e 2003, e mais trabalhos foram concluídos apenas em 2012

Em 3 de abril de 2013, a Sony começou a montar o elenco do filme quando Brad Pitt, que já atuou no set de Inglourious Basterds (Quentin Tarantino, 2009), na Segunda Guerra Mundial, entrou em negociações finais para assumir o papel principal de Wardaddy. Em 23 de abril, Shia LaBeouf se juntou ao elenco. Em 1 de maio, foi anunciado que Logan Lerman também se juntou ao elenco de Fury, interpretando o membro da equipe de Pitt, Norman Ellison. Em 14 de maio, o Hollywood Reporter anunciou que Michael Peña estava em negociações para interpretar um membro da tripulação de tanque de Pitt. Com sua adição ao elenco, Fury se tornou um dos poucos filmes a mostrar hispano-americanos servindo na Segunda Guerra Mundial. Em 17 de maio, Jon Bernthal se juntou ao elenco como Grady Travis, um nativo do Arkansas astuto e cruel. Em 26 de agosto, Scott Eastwood também se juntou ao elenco, interpretando o sargento Miles. Em 19 de setembro, Brad William Henke ingressou como sargento Roy Davis, para ser comandante de outro tanque. Jason Isaacs foi lançado em 7 de outubro de 2013. Outros membros do elenco incluem Xavier Samuel, Jim Parrack, Eugenia Kuzmina, Kevin Vance e Branko Tomović.

### Preparação
Antes das filmagens, Ayer exigia que os atores passassem por um processo de preparação de quatro meses. Isso incluiu um campo de treinamento de uma semana dirigido pela Navy SEALs. Pitt declarou: "Foi criado para nos destruir, para nos manter frios, para nos exaurir, para nos tornar infelizes, para nos manter molhados, nos fazer comer comida fria. Estamos acordados às cinco da manhã, fazendo vigílias noturnas por hora."
Os métodos de Ayer foram considerados 'exaustivo' pelos atores. Ayer defendeu suas escolhas, dizendo: "Sou implacável como diretor. Farei o que achar necessário para conseguir o que quero".

### Filmagens
As equipes do filme estavam gravando as cenas do filme em Hertfordshire, Inglaterra, em setembro de 2013. A equipe também foi vista filmando em vários locais no noroeste da Inglaterra. Brad Pitt foi visto nos preparativos para Fury dirigindo um tanque em 3 de setembro no interior da Inglaterra. A filmagem principal começou em 30 de setembro de 2013, na zona rural de Oxfordshire. O Pinewood Studios enviou cartas de aviso aos moradores de Shirburn, Pyrton e Watlington de que haveria sons de tiros e explosões durante as filmagens do longa.
Em 15 de outubro de 2013, um dublê foi acidentalmente esfaqueado no ombro por uma baioneta enquanto ensaiava no set de Pyrton. Ele foi levado ao Hospital John Radcliffe, Oxford por uma ambulância aérea. A polícia confirmou que o estava tratando como um acidente. Em novembro de 2013, o filme causou polêmica ao gravar uma cena no Dia da Lembrança, na qual figurantes usavam uniformes Wehrmacht e Waffen-SS. Ayer pediu desculpas pelo incidente e a Sony também pediu desculpas.

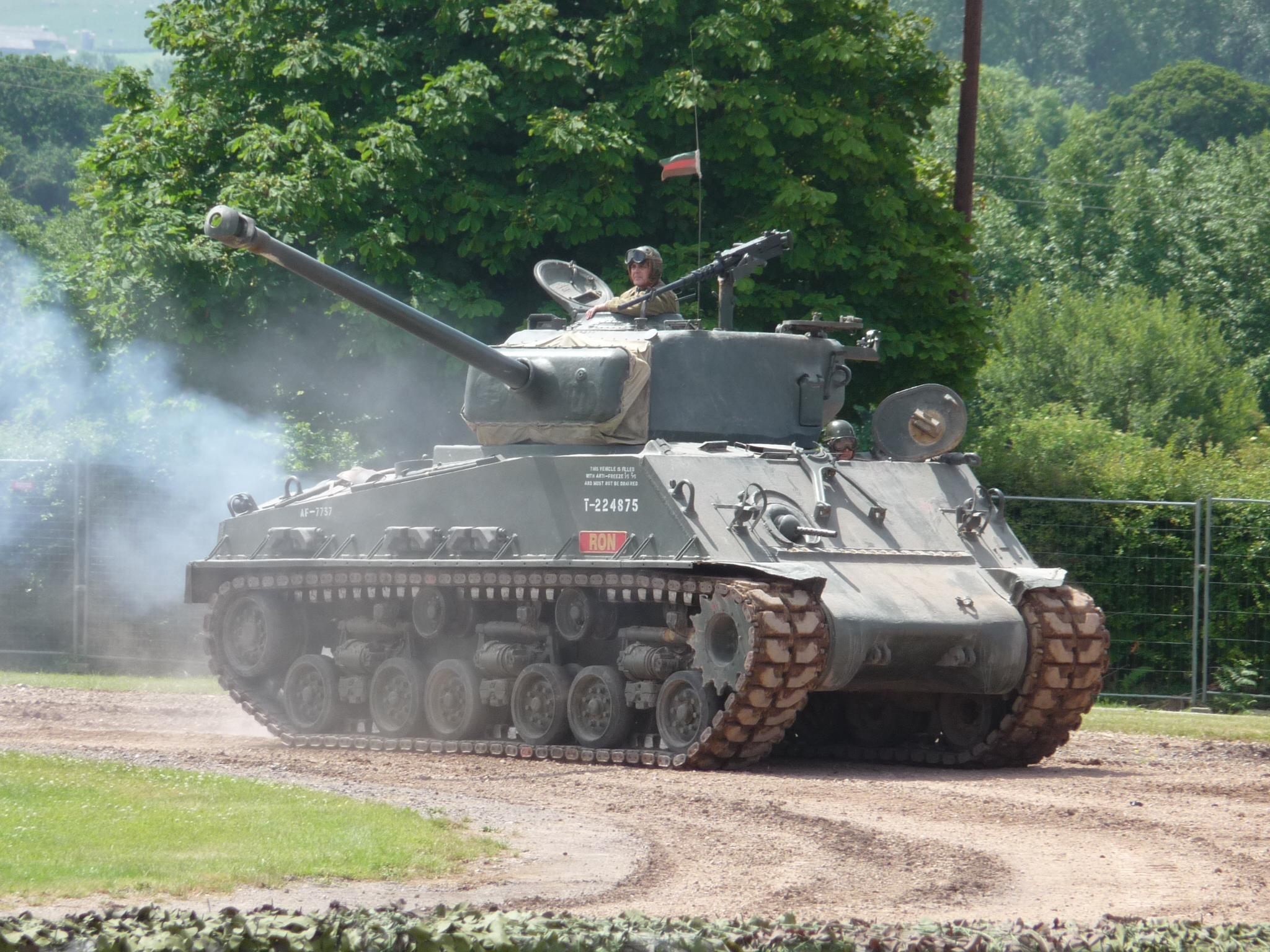
O Tanque M4 Sherman pertencente ao The Tank Museum em 2009.

### Música
Em 19 de novembro de 2013, o compositor Steven Price assinou contrato para estrelar o filme. Varèse Sarabande lançou o álbum da trilha sonora original do filme em 14 de outubro de 2014.

## Lançamento
A Sony Pictures Releasing já havia definido 14 de novembro de 2014 como a data de lançamento americana de Fury. Em 12 de agosto de 2014, a data foi alterada de 14 de novembro de 2014 para 17 de outubro de 2014. O filme estreou em Londres em 20 de outubro de 2014 como um filme de encerramento do Festival de Cinema de Londres.

Fury teve sua estreia mundial no Newseum, em Washington, D.C. em 15 de outubro de 2014, seguido por um amplo lançamento em 3.173 cinemas na América do Norte em 17 de outubro. No Brasil, o filme estreou no dia 5 de fevereiro de 2015.

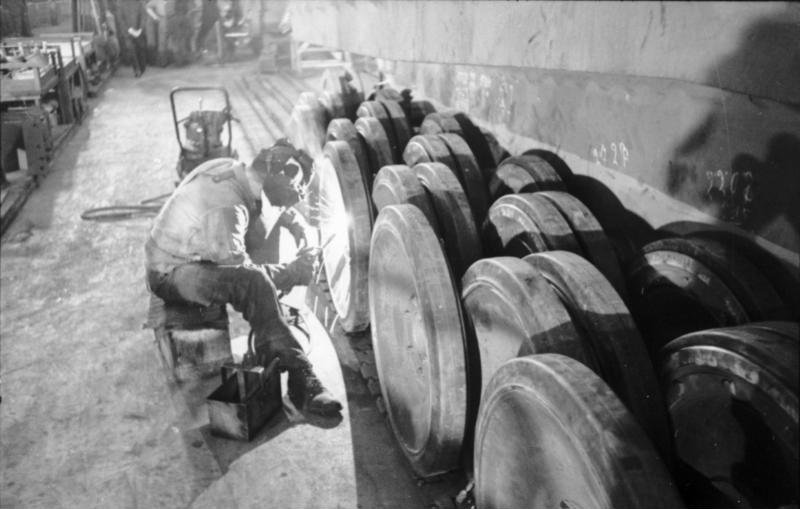
O arranjo das rodas Schachtellaufwerk em um Tiger I, idêntico ao do Tiger 131 usado no filme.

### Mídia caseira
O filme foi lançado em DVD e Blu-ray nos Estados Unidos em 27 de janeiro de 2015. Foi lançado em Ultra HD Blu-ray em 22 de maio de 2018.

### Parceria com oWorld of Tanks
Além disso, o filme teve uma parceria com o popular videogame online, World of Tanks, onde o tanque principal do filme, Fury, estava disponível para compra no jogo usando moeda real por um tempo limitado após o lançamento do filme. O tanque também serviu como peça central em eventos temáticos do jogo. A versão Blitz tem sido amplamente criticada devido à falta de atenção aos detalhes no jogo Fury Model.
Como parte do lançamento do DVD no Reino Unido, o jogo também escondeu 300.000 códigos dentro de cópias do filme, que davam recompensas e bônus no jogo.

### Pirataria
O filme vazou para sites de compartilhamento de arquivos como parte do ataque hacker sofrido pela Sony Pictures Entertainment pelo grupo de hackers "Guardians of Peace" em 27 de novembro de 2014. Três dias após o vazamento inicial, o Fury havia sido baixado cerca de 1,2 milhão de vezes.

## Retrato da História
Fury é um filme sobre uma equipe de tanques fictícia durante os últimos dias da guerra na Europa. Ayer foi influenciado pelo serviço de veteranos em sua família e pela leitura de livros como o Death Traps de Belton Y. Cooper, sobre a guerra blindada americana na Segunda Guerra Mundial. Ayer se esforçou bastante para procurar uniformes e armas autênticos apropriados ao período dos últimos meses da guerra na Europa. O filme foi filmado no Reino Unido, em grande parte devido à disponibilidade de tanques da era da Segunda Guerra Mundial. O filme apresentava o Tiger 131, o último Tiger I operacional sobrevivente, de propriedade do The Tank Museum em Bovington, Inglaterra. É a primeira vez desde o filme "They Were Not Divided" (1950) que um tanque Tiger real, em vez de uma versão prop, foi usado em um set de filmagem. Tiger 131 é um tanque Tiger I modelo muito antigo; externamente, há algumas diferenças significativas em relação aos modelos posteriores do Tiger I.
Foram utilizados dez tanques M4 Sherman em funcionamento, emprestados pelo The Tank Museum.

A atenção de Ayer aos detalhes também se estendeu aos mapas usados no filme. Um mapa de Hanôver, na Alemanha, em 1943, mantido na Lloyd Reeds Map Collection da Universidade McMaster, foi usado para demonstrar os tipos de recursos de que dispõem as forças aliadas.

Mapa de Hanôver, usado no filme.

## Recepção

### Bilheteria
O filme foi um sucesso de bilheteria. O filme faturou US$ 85.8 milhões nos EUA e Canadá e US$ 126 milhões em outros países, totalizando US$ 211.8 milhões em todo o mundo, contra um orçamento de US$ 68 milhões.

### Recepção da crítica
Fury teve recepções geralmente favoráveis por parte da crítica especializada, que elogiou seu estilo visual, roteiro e direção de Ayer, e as performances do seu elenco principal. No Rotten Tomatoes, o filme recebeu uma aprovação de 76%, com base em 257 avaliações, com uma classificação média de 6.92/10. No site Metacritic, o filme tem uma nota de 64 em 100, com base em 47 críticos.

## Prêmios e indicações
| Lista de prêmios e nomeações              | Lista de prêmios e nomeações                | Lista de prêmios e nomeações | Lista de prêmios e nomeações | Lista de prêmios e nomeações |
| Premiação                                 | Categoria                                   | Recipiente(s)                | Resultado                    | Ref.                         |
| ----------------------------------------- | ------------------------------------------- | ---------------------------- | ---------------------------- | ---------------------------- |
| Critics' Choice Awards                    | Melhor filme em ação                        |                              | Indicado                     | [ 63 ]                       |
| Critics' Choice Awards                    | Melhor Ator em Filme de Ação                | Brad Pitt                    | Indicado                     | [ 63 ]                       |
| Hollywood Film Awards                     | Prêmio de edição de Hollywood               | Jay Cassidy, Dody Dorn       | Venceu                       | [ 64 ]                       |
| Hollywood Music in Media Awards           | Trilha sonora original                      | Steven Price                 | Indicado                     | [ 65 ]                       |
| Motion Picture Sound Editors              | Efeitos                                     |                              | Indicado                     | [ 66 ]                       |
| National Board of Review                  | Melhor elenco                               |                              | Venceu                       | [ 67 ]                       |
| People's Choice Awards                    | Ator de cinema favorito                     | Brad Pitt                    | Indicado                     | [ 68 ]                       |
| People's Choice Awards                    | Ator favorito em filme de drama             | Brad Pitt                    | Indicado                     | [ 68 ]                       |
| Phoenix Film Critics Society              | Melhor Ator Coadjuvante                     | Logan Lerman                 | Indicado                     | [ 69 ]                       |
| Screen Actors Guild                       | Melhor Elenco de Dublês                     |                              | Indicado                     | [ 70 ]                       |
| Satellite Awards                          | Melhor Direção de Arte e Design de Produção | Andrew Mendez, Peter Russell | Indicado                     | [ 71 ]                       |
| Satellite Awards                          | Melhor edição                               | Dody Dorn, Jay Cassidy       | Indicado                     | [ 71 ]                       |
| Satellite Awards                          | Melhor trilha sonora original               | Steven Price                 | Indicado                     | [ 71 ]                       |
| Santa Barbara International Film Festival | Prêmio Virtuoso                             | Logan Lerman                 | Venceu                       | [ 72 ]                       |
| Teen Choice Awards                        | Melhor filme de drama                       |                              | Indicado                     | [ 73 ]                       |
| Teen Choice Awards                        | Melhor ator em filme de drama               | Logan Lerman                 | Indicado                     | [ 73 ]                       |